# Celal Hüseynov
Celal Hüseynov (en azerí: Cəlal Hakim oglu Hüseynov; 2 de enero de 2003) es un futbolista azerí que juega en la demarcación de defensa para el F. C. Arda Kardzhali de la Primera Liga de Bulgaria.

## Selección nacional
Tras jugar con la selección de fútbol sub-17 de Azerbaiyán, la sub-19 y con la sub-21, finalmente debutó con la selección absoluta el 14 de noviembre de 2021. Lo hizo en un partido amistoso contra Catar que finalizó con un resultado de empate a dos tras un doblete de Emin Mahmudov para Azerbaiyán, y un doblete de Almoez Ali para Catar.

## Clubes
| Club                    | País       | Año       | Partidos | Goles |
| ----------------------- | ---------- | --------- | -------- | ----- |
| Zira F. K.              | Azerbaiyán | 2020-2022 | 42       | 1     |
| Shamakhi F. K. (cedido) | Azerbaiyán | 2022-2023 | 34       | 0     |
| F. C. Arda Kardzhali    | Bulgaria   | 2023-2024 | 48       | 1     |
| Shamakhi F. K. (cedido) | Azerbaiyán | 2025      | 17       | 1     |
| F. C. Arda Kardzhali    | Bulgaria   | 2025-     |          |       |